# Confederazione Estone dei Combattenti per la Libertà
La Confederazione Estone dei Combattenti per la Libertà (estone: Eesti Vabadussõjalaste Keskliit, poi Eesti Vabadussõjalaste Liit, EVL o colloquialmente Vaps) è stato un partito politico fascista estone, parte della rete nazionalista del Movimento Vaps. Leader dell'associazione era Andres Larka, formalmente figura di spicco e candidato alla presidenza, ed Artur Sirk.
L'organizzazione, fondata nel 1920 da Artur Sirk, era stata impostata sull'esempio dei fasci italiani di combattimento, ovvero con una organizzazione di tipo paramilitare, composta in un primo momento essenzialmente dai reduci del conflitto di liberazione contro russi e comunisti, avvenuto nel 1917-1918.
Lo sviluppo immediato del movimento portò in breve tempo all'adesione di personalità di rilievo della borghesia e classe media estone.

## Ideologia

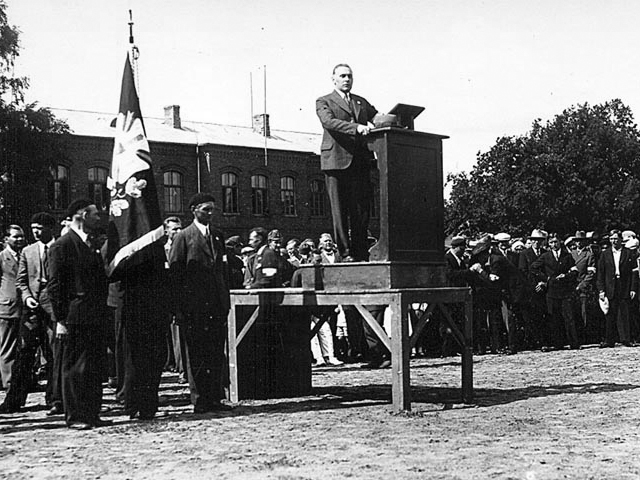
Artur Sirk, a Pärnu, parla alla Confederazione estone dei combattenti per la libertà

Sotto il profilo ideologico, l'EVL non ebbe pienamente modo di elaborare una forte ed articolata ideologia fondante nonché sviluppare strette connessioni con altri movimenti fascisti stranieri dell'epoca. Il suo principale obiettivo politico era l'istituzione di governo autoritario e nazionalista in Estonia.

### I simboliitalianeggianti
L'EVL adotterà la camicia nera (con berretto nero) simbolo del fascismo originario, cioè quello italiano, come propria uniforme e introdurrà l'utilizzo del saluto romano, raccogliendo consensi nelle tradizionali roccheforti borghesi, dalla classe media, ma progressivamente anche dai ceti lavoratori.
La breve esperienza dell'EVL, scaturita dalla spinta repressiva avviata dal Governo, rappresenterà tuttavia una rara eccezione nel panorama dei partiti fascisti europei.
Nelle linee programmatiche, l'EVL respingeva la teorie razziali naziste ed aveva pubblicamente criticato la persecuzione degli ebrei. Allo stesso modo, rifiutava pratiche di sovversione verso lo stato o di esplicita violenza verso avversari politici, socialisti e comunisti.
Una posizione progressivamente snaturata dall'uscita dal movimento degli elementi più moderati e rappresentativi (fra questi l'ammiraglio Johan Pitka), sostituiti alla direzione da giovani e non veterani.
Istanze e pulsioni che emergevano nel loro rinnovato vigore sul foglio politico, Võitlus (Lotta).

## Riforma costituzionale
L'accelerazione in senso rivoluzionario, peraltro di stampo fascista, generò forte preoccupazione negli ambienti governativi, da sempre attenti ad una politica filo britannica. La campanella d'allarme suona per il Governo nell'ottobre 1933 con un referendum di riforma costituzionale. L'EVL ottiene a sorpresa l'approvazione del quesito, con il 72.7% dei suffragi. Il netto risultato referendario, coronamento del progetto politico dei fascisti estoni, spiana adesso la strada per il Parlamento di elaborare un sistema elettorale in vista delle imminenti elezioni presidenziali da tenersi nell'aprile 1934. Sistema elettorale che avrebbe permesso all'EVL di aggiudicarsi la sfida elettorale.

### Messa al bando
Il 12 marzo 1934 il governo di Konstantin Päts della destra moderata, decide il colpo di mano e proclamandosi Protettore dello Stato, attuò un colpo di Stato senza spargimenti di sangue. Vennero annullate le elezioni, il partito fascista estone venne posto fuorilegge e disciolto nel dicembre 1935 e fu instaturata una sorta di dittatura militare. Tutti gli esponenti furono arrestati, processati e condotti carcere, segnando definitivamente il tramonto del movimento politico. Il 6 maggio 1936, 150 membri della Confederazione furono messi sotto processo; 143 furono imprigionati con sentenze pesanti. Furono successivamente amnistiati e resi liberi nel 1938, quando il movimento aveva perso la maggior parte del consenso popolare.
Dal 1º gennaio 1938, una nuova costituzione entrò in vigore ed un nuovo parlamento venne eletto nel febbraio 1938. Il nuovo ordine costituzionale ridimensionò i poteri del presidente.

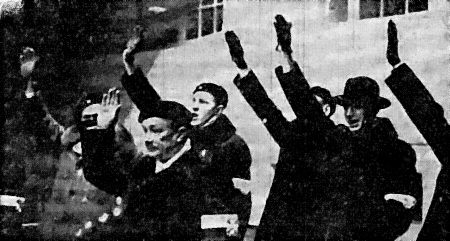
Leader Andres Larka parlare

## Ultime resistenze
Durante l'occupazione sovietica del 1940 e del 1944, si tornerà a parlare dei Vaps e dell'EVL quando i suoi ex-militanti parteciparono attivamente alla resistenza partigiana con i fratelli della foresta.

## In tempi recenti
- Jüri Liim annuncia di essere pronto a rifondare l'originale Movimento Vaps nel 2009.[3] Ma non ottiene la possibilità di una formale registrazione, risultando dunque illegale.[4]